# Friedrich Augst
Friedrich Wilhelm Augst (* 25. Oktober 1858 in Pillnitz; † 31. Oktober 1914 in Gheluvelt, Belgien) war ein deutscher Forstwissenschaftler.

## Leben
Er war der Sohn des Hausbesitzers Karl Wilhelm Augst und dessen Ehefrau Christiane Elonore geb. Marx aus Pillnitz. Augst war zunächst Forstingenieursassistent im sächsischen Adorf, von 1894 bis 1911 war er als Forstmeister in Olbernhau im sächsischen Erzgebirge tätig und wechselte dann nach Bad Schandau, wo er zum Oberforstmeister befördert wurde. Dort setzte er sich in Publikationen für die waldbauliche Umstellung im Elbsandsteingebirge ein und äußerte sich öffentlich gegen die Monokultur von Fichtenwäldern, deren Nachteile (zum Beispiel beim Borkenkäferbefall) er erkannte. Nach Ausbruch des Ersten Weltkrieges meldete er sich im fortgeschrittenen Lebensalter zum Militär, wo er nur wenige Monate später Ende Oktober 1914 in Belgien fiel.

## Ehrungen
Bei Olbernhau wurde ein Gedenkstein für Augst errichtet.